# Ligue 1
A Ligue 1 (pronúncia em francês: [liɡ œ̃]; lit.  "Liga 1"), oficialmente conhecida como Ligue 1 McDonald's por razões de patrocínio, é a primeira divisão do sistema de ligas de futebol profissional entre clubes da França, sendo a principal competição futebolística no país. Administrada pela Ligue de Football Professionnel (LPF), órgão filiado à Fédération Française de Football (FFF), é disputada por 18 clubes e opera em um sistema de promoção e rebaixamento com a Ligue 2.

## Formato
Desde 1944 o campeonato principal francês trocou muitas vezes a quantidade de participantes, revezando entre 18 e 20, sendo a primeira que está sendo utilizada atualmente. Com 34 partidas, 17 de ida e 17 de volta, os dois piores colocados ao fim dos confrontos são rebaixados à Ligue 2 (em português:  Liga 2; Segunda Divisão Francesa), e o terceiro pior colocado disputa os play-offs de rebaixamento.
Pelo atual ranking de coeficientes da UEFA, o torneio tem direito a classificar dois clubes diretamente para a fase de grupos e um clube para a última fase classificatória da Liga dos Campeões da UEFA. Para a Liga Europa da UEFA, classificam-se os quarto e quinto colocados. Sextos e sétimos colocados também tem chances de se classificarem, caso algum clube que esteja na frente conquiste alguma das competições que dão acesso as vagas dos torneios continentais.

## História

### Começo
Embora campeonatos nacionais fossem realizados desde 1893 pela USFSA e pela FFF, eram todos amadores e a profissionalização fez com que os títulos desses certames anteriores perdessem crédito em relação à competição então organizada pela primeira vez na temporada 1932-33.
Nos primeiros anos, o equilíbrio entre vencedores reinou, tendo como primeiro campeão o Olympique Lillois num campeonato que foi montado em dois grupos. O primeiro bicampeonato aconteceu apenas em 1937-38, com o FC Sochaux-Montbéliard, que tinha saído vencedor também em 1934-35. Depois do bicampeonato do Sète, em 1938-39, a disputa foi interrompida, devido a Segunda Guerra Mundial, voltando apenas em 1944-45. O Olympique de Marseille (que havia sido campeão em 1936-37) e o Nice conseguiram suas segundas conquistas logo após a volta do certame, tendo este último conseguido o feito consecutivamente, nas temporadas 1950-51 e 1951-52.
O OGC Nice foi também o time que dominaria a disputa nos anos seguintes, ao lado do Stade de Reims. Juntos, num intervalo de quatorze anos, se saíram vencedores em dez oportunidades (seis do Reims e quatro do Nice). Bordeaux, Monaco e Saint-Étienne conquistaram seus primeiros títulos entre esses anos de domínio da dupla Reims e Nice, diferentemente do Lille, que conquistou seu bicampeonato.

### Era Saint-Étienne e década de 1980
Após mais dois bicampeonatos, de Monaco e Nantes (consecutivamente), a primeira hegemonia individual viria com o Saint-Étienne, no fim da década de 1960 e início da década de 1970. Com um tetracampeonato consecutivo (1966-67, 1967-68, 1968-69,1969-70) e um tricampeonato consecutivo (1973-74, 1974-75, 1975-76), sagrou-se deca campeão na temporada 1980-81, se tornando o maior vencedor do Campeonato Francês da história. Os times que conseguiram quebrar esse período hegemônico foram o Olympique de Marseille (197-71, 1971-72) e o Monaco (1972-73, 1977-78) que viraram tetra e tricampeões respectivamente, e o Nantes, sagrando-se hexacampeão (1964-65, 1965-66, 1972-73, 1976-77, 1979-80, 1982-83), em meio a um título solitário do Strasbourg (1978-79).
Outro clube que deslanchou foi o Bordeaux (1983-84, 1984-85, 1986-87), que conseguiu ser campeão três vezes em quatro anos na mesma época em que o Paris Saint-Germain venceu seu primeiro certame (1985-86) e que o Monaco tornou-se pentacampeão (1960-61, 1962-63, 1977-78, 1981-1982, 1987-88), antecedendo outra, porém menor, hegemonia na França.

### Domínio Marselhês e escândalo
O Olympique de Marseille, já dono de quatro títulos em anos anteriores, com a chegada de um novo presidente e um investimento pesado na compra de reforços, como Barthez, Desailly, Amoros, Mozer, Deschamps, Abedi Pelé e Papin conquistou cinco disputas consecutivas (1988-89, 1989-90, 1990-91,1991-92, 1992-93*), marcando época no futebol francês.
Porém sua última conquista em 1992-93, mesmo ano em que venceu a Liga dos Campeões da UEFA, foi retirada após ser descoberto um esquema de resultados que envolvia um jogador do clube de Marselha. Como resultado, o clube foi obrigado a jogar a Segunda Divisão por dois anos e seu direito de disputar o Copa Intercontinental pela conquista europeia foi retirado, dando lugar ao vice-campeão do ano, Milan.

### Pós-escândalo e Era Lyon de Juninho Pernambucano.
Com o escândalo que acontecera na temporada 1992-93 o Campeonato Francês perdeu muita credibilidade  no cenário europeu e viu mais equipas serem campeãs pela primeira vez, como o Auxerre (1995-96) e o Lens (1997-98), ao mesmo tempo em que tradicionais agremiações saíam de jejuns de conquistas como Monaco (1996-97-1999-00) e Nantes (1994-95, 2000-01).
Entretanto o que voltaria atenções do mundo inteiro ao certame francês seria uma das maiores hegemonias nacionais da história do futebol europeu, protagonizada pelo Olympique Lyonnais. O clube, que passara por uma reformulação administrativa ambiciosa anos antes, e com a contratação de Juninho Pernambucano - que se tornou um dos maiores ídolos do Lyon e um dos melhores mais importantes jogadores a jogar o campeonato francês -, chegou em etapas importantes da Ligas dos Campeões, eliminando times poderosos no continente como Real Madrid, e, na Ligue 1, conquistou sete títulos consecutivamente (2001-02, 2002-03, 2003-04, 2004-05, 2005-06, 2006-07, 2007-08).

### Anos de equilíbrio
Na temporada 2008-09 esse domínio foi interrompido, com o Bordeaux conseguindo seu sexto título e dando fim à sequência do Lyon. Na temporada seguinte, o Olympique de Marseille conseguiu seu nono título, quebrando um jejum de dezoito anos. Outro jejum terminou quando o Lille conseguiu, depois de 57 anos, conquistar o certame pela terceira vez na temporada 2010-11. Na temporada 2011-12 o Montpellier conquistou seu primeiro titulo francês. Nos quatro anos seguintes, o campeão foi o Paris Saint-Germain. Em  6 temporadas, 6 clubes diferentes foram campeões, algo raro em um campeonato nacional europeu, algo que acabou alguns anos após a venda do Paris Saint-Germain para o QSI (Qatar Sports Investment). Entre 2012 e 2022, o Saint-Germain venceria oito títulos da Ligue 1.

### Era Paris Saint-Germain

L'hexagoal

Em 2011 o Paris Saint-Germain foi vendido a um grupo do Qatar passando assim a presidência do clube ao empresário e ex-tenista Nasser Al-Khelaifi, que contratou jogadores de fama internacional para conseguir títulos, com foco na UEFA Champions League e com o objetivo de tornar o PSG numa potência na Europa e consequentemente um clube de reconhecimento mundial, trazendo jogadores como Beckham, Thiago Silva, David Luiz, Pastore, Cavani, Di María e Ibrahimović o Paris Saint-Germain se transformou numa máquina de títulos nacionais, vencendo a Ligue 1 quatro vezes seguidas (2012-13, 2013-14, 2014-15, 2015-16) tornando-se hexacampeão francês, com os altos investimentos na compra de jogadores a qualidade do time de Paris se distanciou muito dos grandes rivais Lyon, Monaco, Bordeaux e Olympique de Marseille. Em 2017 o PSG investiu alto para reforçar sua equipe, contratou o experiente lateral Daniel Alves, trouxe o jovem atacante Kylian Mbappé que foi a revelação da Ligue 1 na temporada anterior pelo Monaco e comprou o atacante Neymar que foi o principal responsável pela eliminação do time de Paris na temporada anterior na Champions League atuando pelo Barcelona. O PSG pagou 222 milhões de euros ao Barcelona para tirar o brasileiro do time catalão, desta forma a transferência de Neymar para o Paris Saint-Germain se tornou, até aquele momento, a maior da história do futebol.
Hoje é o 9° clube mais seguido nas redes sociais atrás de Milan e a frente da Juventus, em 2016 o Paris Saint-Germain foi o 6º clube que mais vendeu camisas do mundo, o 2° que mais vendeu tendo a Nike como patrocinadora e o clube francês que mais vendeu produtos licenciados nesse ano.

## Lista de campeões
A seguir a lista de todos os campeões da Ligue 1 desde seu início na temporada de 1932–33. Não considera as equipes campeãs na era amadora (pré-Ligue 1).
| Ed. | Temporada | Campeão                                    | Vice-campeão                               | Terceiro lugar                             |
| --- | --------- | ------------------------------------------ | ------------------------------------------ | ------------------------------------------ |
| 1   | 1932–33   | Olympique Lillois (1)                      | Cannes                                     | —                                          |
| 2   | 1933–34   | Sète (1)                                   | SC Fives                                   | Olympique de Marseille                     |
| 3   | 1934–35   | Sochaux (1)                                | Strasbourg                                 | Racing de Paris                            |
| 4   | 1935–36   | Racing de Paris (1)                        | Lille                                      | Strasbourg                                 |
| 5   | 1936–37   | Olympique de Marseille (1)                 | Sochaux                                    | Racing de Paris                            |
| 6   | 1937–38   | Sochaux (2)                                | Olympique de Marseille                     | Sète                                       |
| 7   | 1938–39   | Sète (2)                                   | Olympique de Marseille                     | Racing de Paris                            |
| –   | 1939–45   | Suspendido devido à Segunda Guerra Mundial | Suspendido devido à Segunda Guerra Mundial | Suspendido devido à Segunda Guerra Mundial |
| 8   | 1945–46   | Lille (1)                                  | Saint-Étienne                              | Roubaix-Tourcoing                          |
| 9   | 1946–47   | Roubaix-Tourcoing (1)                      | Stade de Reims                             | Strasbourg                                 |
| 10  | 1947–48   | Olympique de Marseille (2)                 | Lille                                      | Stade de Reims                             |
| 11  | 1948–49   | Stade de Reims (1)                         | Lille                                      | Olympique de Marseille                     |
| 12  | 1949–50   | Bordeaux (1)                               | Lille                                      | Stade de Reims                             |
| 13  | 1950–51   | Nice (1)                                   | Lille                                      | Le Havre                                   |
| 14  | 1951–52   | Nice (2)                                   | Bordeaux                                   | Lille                                      |
| 15  | 1952–53   | Stade de Reims (2)                         | Sochaux                                    | Bordeaux                                   |
| 16  | 1953–54   | Lille (2)                                  | Stade de Reims                             | Bordeaux                                   |
| 17  | 1954–55   | Stade de Reims (3)                         | Toulouse (1937)                            | Lens                                       |
| 18  | 1955–56   | Nice (3)                                   | Lens                                       | Monaco                                     |
| 19  | 1956–57   | Saint-Étienne (1)                          | Lens                                       | Stade de Reims                             |
| 20  | 1957–58   | Stade de Reims (4)                         | Nîmes                                      | Monaco                                     |
| 21  | 1958–59   | Nice (4)                                   | Nîmes                                      | Racing de Paris                            |
| 22  | 1959–60   | Stade de Reims (5)                         | Nîmes                                      | Racing de Paris                            |
| 23  | 1960–61   | Monaco (1)                                 | Racing de Paris                            | Stade de Reims                             |
| 24  | 1961–62   | Stade de Reims (6)                         | Racing de Paris                            | Nîmes                                      |
| 25  | 1962–63   | Monaco (2)                                 | Stade de Reims                             | Sedan                                      |
| 26  | 1963–64   | Saint-Étienne (2)                          | Monaco                                     | Lens                                       |
| 27  | 1964–65   | Nantes (1)                                 | Bordeaux                                   | Valenciennes                               |
| 28  | 1965–66   | Nantes (2)                                 | Bordeaux                                   | Valenciennes                               |
| 29  | 1966–67   | Saint-Étienne (3)                          | Nantes                                     | Angers                                     |
| 30  | 1967–68   | Saint-Étienne (4)                          | Nice                                       | Sochaux                                    |
| 31  | 1968–69   | Saint-Étienne (5)                          | Bordeaux                                   | Metz                                       |
| 32  | 1969–70   | Saint-Étienne (6)                          | Olympique de Marseille                     | Sedan                                      |
| 33  | 1970–71   | Olympique de Marseille (3)                 | Saint-Étienne                              | Nantes                                     |
| 34  | 1971–72   | Olympique de Marseille (4)                 | Nîmes                                      | Sochaux                                    |
| 35  | 1972–73   | Nantes (3)                                 | Nice                                       | Olympique de Marseille                     |
| 36  | 1973–74   | Saint-Étienne (7)                          | Nantes                                     | Lyon                                       |
| 37  | 1974–75   | Saint-Étienne (8)                          | Olympique de Marseille                     | Lyon                                       |
| 38  | 1975–76   | Saint-Étienne (9)                          | Nice                                       | Sochaux                                    |
| 39  | 1976–77   | Nantes (4)                                 | Lens                                       | Bastia                                     |
| 40  | 1977–78   | Monaco (3)                                 | Nantes                                     | Strasbourg                                 |
| 41  | 1978–79   | Strasbourg (1)                             | Nantes                                     | Saint-Étienne                              |
| 42  | 1979–80   | Nantes (5)                                 | Sochaux                                    | Saint-Étienne                              |
| 43  | 1980–81   | Saint-Étienne (10)                         | Nantes                                     | Bordeaux                                   |
| 44  | 1981–82   | Monaco (4)                                 | Saint-Étienne                              | Sochaux                                    |
| 45  | 1982–83   | Nantes (6)                                 | Bordeaux                                   | Paris Saint-Germain                        |
| 46  | 1983–84   | Bordeaux (2)                               | Monaco                                     | Auxerre                                    |
| 47  | 1984–85   | Bordeaux (3)                               | Nantes                                     | Monaco                                     |
| 48  | 1985–86   | Paris Saint-Germain (1)                    | Nantes                                     | Bordeaux                                   |
| 49  | 1986–87   | Bordeaux (4)                               | Olympique de Marseille                     | Toulouse                                   |
| 50  | 1987–88   | Monaco (5)                                 | Bordeaux                                   | Montpellier                                |
| 51  | 1988–89   | Olympique de Marseille (5)                 | Paris Saint-Germain                        | Monaco                                     |
| 52  | 1989–90   | Olympique de Marseille (6)                 | Bordeaux                                   | Monaco                                     |
| 53  | 1990–91   | Olympique de Marseille (7)                 | Monaco                                     | Auxerre                                    |
| 54  | 1991–92   | Olympique de Marseille (8)                 | Monaco                                     | Paris Saint-Germain                        |
| 55  | 1992–93   | —                                          | Paris Saint-Germain                        | Monaco                                     |
| 56  | 1993–94   | Paris Saint-Germain (2)                    | Olympique de Marseille                     | Auxerre                                    |
| 57  | 1994–95   | Nantes (7)                                 | Lyon                                       | Paris Saint-Germain                        |
| 58  | 1995–96   | Auxerre (1)                                | Paris Saint-Germain                        | Monaco                                     |
| 59  | 1996–97   | Monaco (6)                                 | Paris Saint-Germain                        | Nantes                                     |
| 60  | 1997–98   | Lens (1)                                   | Metz                                       | Monaco                                     |
| 61  | 1998–99   | Bordeaux (5)                               | Olympique de Marseille                     | Lyon                                       |
| 62  | 1999–00   | Monaco (7)                                 | Paris Saint-Germain                        | Lyon                                       |
| 63  | 2000–01   | Nantes (8)                                 | Lyon                                       | Lille                                      |
| 64  | 2001–02   | Lyon (1)                                   | Lens                                       | Auxerre                                    |
| 65  | 2002–03   | Lyon (2)                                   | Monaco                                     | Olympique de Marseille                     |
| 66  | 2003–04   | Lyon (3)                                   | Paris Saint-Germain                        | Monaco                                     |
| 67  | 2004–05   | Lyon (4)                                   | Lille                                      | Monaco                                     |
| 68  | 2005–06   | Lyon (5)                                   | Bordeaux                                   | Lille                                      |
| 69  | 2006–07   | Lyon (6)                                   | Olympique de Marseille                     | Toulouse                                   |
| 70  | 2007–08   | Lyon (7)                                   | Bordeaux                                   | Olympique de Marseille                     |
| 71  | 2008–09   | Bordeaux (6)                               | Olympique de Marseille                     | Lyon                                       |
| 72  | 2009–10   | Olympique de Marseille (9)                 | Lyon                                       | Auxerre                                    |
| 73  | 2010–11   | Lille (3)                                  | Olympique de Marseille                     | Lyon                                       |
| 74  | 2011–12   | Montpellier (1)                            | Paris Saint-Germain                        | Lille                                      |
| 75  | 2012–13   | Paris Saint-Germain (3)                    | Olympique de Marseille                     | Lyon                                       |
| 76  | 2013–14   | Paris Saint-Germain (4)                    | Monaco                                     | Lille                                      |
| 77  | 2014–15   | Paris Saint-Germain (5)                    | Lyon                                       | Monaco                                     |
| 78  | 2015–16   | Paris Saint-Germain (6)                    | Lyon                                       | Monaco                                     |
| 79  | 2016–17   | Monaco (8)                                 | Paris Saint-Germain                        | Nice                                       |
| 80  | 2017–18   | Paris Saint-Germain (7)                    | Monaco                                     | Lyon                                       |
| 81  | 2018–19   | Paris Saint-Germain (8)                    | Lille                                      | Lyon                                       |
| 82  | 2019–20   | Paris Saint-Germain (9)                    | Olympique de Marseille                     | Rennes                                     |
| 83  | 2020–21   | Lille (4)                                  | Paris Saint-Germain                        | Monaco                                     |
| 84  | 2021–22   | Paris Saint-Germain (10)                   | Olympique de Marseille                     | Monaco                                     |
| 85  | 2022–23   | Paris Saint-Germain (11)                   | Lens                                       | Olympique de Marseille                     |
| 86  | 2023–24   | Paris Saint-Germain (12)                   | Monaco                                     | Brest                                      |
| 87  | 2024–25   | Paris Saint-Germain (13)                   | Olympique de Marseille                     | Monaco                                     |

## Títulos por clube
Dezenove clubes já foram campeões franceses, sendo que dez deles por pelo menos três vezes. 
| Clube                  | Títulos | Vices | Temporadas vencidas                                                                                                 |
| ---------------------- | ------- | ----- | --- |
| Paris Saint-Germain    | 13      | 9     | 1985–86, 1993–94, 2012–13, 2013–14, 2014–15, 2015–16, 2017–18, 2018–19, 2019–20, 2021–22, 2022–23, 2023–24, 2024–25 |
| Saint-Étienne          | 10      | 3     | 1956–57, 1963–64, 1966–67, 1967–68, 1968–69, 1969–70, 1973–74, 1974–75, 1975–76, 1980–81                            |
| Olympique de Marseille | 9       | 13    | 1936–37, 1947–48, 1970–71, 1971–72, 1988–89, 1989–90, 1990–91, 1991–92, 2009–10                                     |
| Monaco                 | 8       | 8     | 1960–61, 1962–63, 1977–78, 1981–82, 1987–88, 1996–97, 1999–00, 2016–17                                              |
| Nantes                 | 8       | 7     | 1964–65, 1965–66, 1972–73, 1976–77, 1979–80, 1982–83, 1994-95, 2000–01                                              |
| Lyon                   | 7       | 5     | 2001–02, 2002–03, 2003–04, 2004–05, 2005–06, 2006–07, 2007–08                                                       |
| Bordeaux               | 6       | 9     | 1949–50, 1983–84, 1984–85, 1986–87, 1998–99, 2008–09                                                                |
| Stade de Reims         | 6       | 3     | 1948–49, 1952–53, 1954–55, 1957–58, 1959–60, 1961–62                                                                |
| Lille                  | 4       | 6     | 1945–46, 1953–54, 2010–11, 2020–21                                                                                  |
| Nice                   | 4       | 3     | 1950–51, 1951–52, 1955–56, 1958–59                                                                                  |
| Sochaux                | 2       | 3     | 1934–35, 1937–38 |
| Sète                   | 2       | 0     | 1933–34, 1938–39 |
| Lens                   | 1       | 5     | 1997–98 |
| Racing de Paris        | 1       | 2     | 1935–36 |
| Olympique Lillois      | 1       | 1     | 1932–33 |
| Strasbourg             | 1       | 1     | 1978–79 |
| Roubaix-Tourcoing      | 1       | 0     | 1946–47 |
| Auxerre                | 1       | 0     | 1995–96 |
| Montpellier            | 1       | 0     | 2011–12 |

## Títulos por região
Seguindo a divisão da França em 13 regiões administrativas vigentes desde 2016, clubes de 9 regiões administrativas, além de Mónaco, já conquistaram a Ligue 1, sendo a região de Auvérnia-Ródano-Alpes com mais títulos com 17 no total. Altos da França é a região em que mais clubes diferentes (4) venceram a competição.
| Região                    | Títulos | Clubes                                                            |
| ------------------------- | ------- | ----------------------------------------------------------------- |
| Auvérnia-Ródano-Alpes     | 17      | Saint-Étienne (10), Lyon (7)                                      |
| Ilha de França            | 14      | Paris Saint-Germain (13), Racing de Paris (1)                     |
| Provença-Alpes-Costa Azul | 13      | Olympique de Marseille (9), Nice (4)                              |
| Mónaco                    | 8       | Monaco (8)                                                        |
| País do Loire             | 8       | Nantes (8)                                                        |
| Grande Leste              | 7       | Stade de Reims (6), Strasbourg (1)                                |
| Altos da França           | 7       | Lille (4), Lens (1), Olympique Lillois (1), Roubaix-Tourcoing (1) |
| Nova Aquitânia            | 6       | Bordeaux (6)                                                      |
| Occitânia                 | 3       | Sète (2), Montpellier (1)                                         |
| Borgonha-Franco-Condado   | 3       | Sochaux (2), Auxerre (1)                                          |